# Traidenis
Traidenis, död 1282, var en litauisk regent. Han var regerande storfurste av Litauen 1269–1282.